# Brokerii apocalipsei
Brokerii apocalipsei (titlu original: The Big Short) este un film american biografic comedie dramatică din 2015 regizat de Adam McKay. Rolurile principale au fost interpretate de actorii Christian Bale,  Steve Carell, Ryan Gosling și Brad Pitt. Scenariul se bazează pe cartea The Big Short de Michael Lewis despre Criza financiară din 2007–08 (en).

## Distribuție
- Christian Bale ca Michael Burry[4]
- Steve Carell ca Mark Baum (bazat pe Steve Eisman)[5]
- Ryan Gosling ca Jared Vennett (bazat pe Greg Lippmann)
- John Magaro ca Charlie Geller (bazat pe Charlie Ledley)[6]
- Finn Wittrock ca Jamie Shipley (bazat pe Jamie Mai)[6]
- Brad Pitt ca Ben Rickert (bazat pe Ben Hockett)
- Hamish Linklater ca Porter Collins[6]
- Rafe Spall ca Danny Moses[6]
- Jeremy Strong ca Vinny Daniel[6]
- Marisa Tomei ca Cynthia Baum (bazat pe Valerie Feigen)[6]
- Melissa Leo ca Georgia Hale[6]
- Stanley Wong ca Ted Jiang (bazat pe Eugene Xu)[6]
- Byron Mann ca Wing Chau[6]
- Tracy Letts ca Lawrence Fields[6]
- Karen Gillan ca Evie[7]
- Max Greenfield ca Mortgage Broker[8]
- Margot Robbie în rolul său[9]
- Selena Gomez în rolul său[4]
- Richard Thaler  în rolul său[10]
- Anthony Bourdain ca  în rolul său[11]